# Jonathan Wild

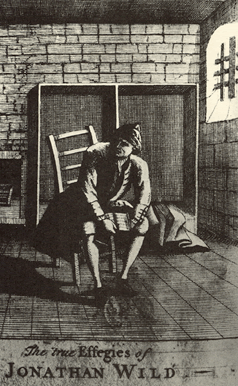
Jonathan Wild na prisão de Newgate

Jonathan Wild (Wolverhampton, 6 de maio de 1683 — 24 de maio de 1725) foi talvez o mais famoso criminoso de Londres - e, possivelmente, da Grã-Bretanha - durante o século XVIII, tanto por causa de suas próprias ações como pela sua abordagem por romancistas, dramaturgos e políticos.
Ele inventou um sistema que permitiu-lhe explorar um dos mais bem sucedidos bandos de ladrões da época. Manipulou a imprensa e os receios da nação para se tornar a mais amada figura pública da década de 1720. Após sua morte, ele se tornou um símbolo da corrupção e da hipocrisia.